# 笔画
笔画（也写作“笔划”）指漢字書寫時，不間斷地一次連續寫成的一條線條。日常使用時，一般都指楷書書寫和印刷字形（例如明體）的筆畫。包括本條目描述的內容也是如此。若要指篆籀古文字或草書的筆畫，多會另作說明。笔画是汉字的最小构成单位。笔画可分为基本筆畫和複合筆畫兩大類。

## 基本說明
傳統上，楷書和印刷字形的基本筆畫有八種，包括：橫、豎、撇、捺、點、挑、鈎、彎。現代還新增了曲和圈兩種。當中，前六種基本筆畫可以獨立出現，圈也可以。但鈎則不能，必定要跟其他筆畫組成複合筆畫。彎和曲在一些罕見的特殊漢字裏也可獨立出現，但在絕大部份場合裏，它們也只會跟其他筆畫組成複合筆畫。
至於複合筆畫，則由上述兩或多種筆畫組合而成。兩個基本筆畫的組合處稱爲折。例如橫鈎有一個折，豎鈎也有一個折，豎曲鈎有兩個折，橫撇曲鈎就有三個折，橫撇橫撇鈎更有四個折。
現代以數字鍵盤來輸入漢字的的基本「筆形」，則常把捺歸進點，把挑歸進橫，把各種複合筆畫歸進折或彎，成爲「橫、豎、撇、點、折（或稱彎）」五種基本筆形。由於「札」字剛好由「橫、豎、撇、點、豎曲鈎」這五筆順序組成，因此大家常以「札字法」來稱呼這五種筆形歸類。
笔画有先后的顺序，参见笔顺。笔画的书写也有方向性，不允许逆反。例如：

## 歷史
歷史上，最早總結漢字筆畫的是東晉的衛鑠（衛夫人），其著作《筆陣圖》中總結漢字爲七條「筆陣」（又稱「七勢」），包括：橫、點、撇、折、豎、捺、鈎。然而，這著作疑是僞託的。
受七條「筆陣」影響，後來書法家（有說是王羲之、崔子玉、鍾繇、智永、張旭）進一步歸納出「永字八法」，把「永」字分析成八筆：側（點）、勒（橫）、努（豎）、趯（鈎）、策（挑）、掠（長撇或彎）、啄（短撇）、磔（捺）。
唐朝書法家進一步說明這八法，如顏真卿有《永字八法頌》：「側：蹲鴟而墜石，勒：緩縱以藏機，弩：灣環而勢曲，峻：快以如錐，策：依稀而似勒，掠：仿佛以宜肥，啄：騰淩而速進，磔：抑踖以遲移。」柳宗元亦有《永字八法頌》，謂：「側：不愧臥，勒：常患平，努：過直而力敗，趯：宜存而勢生，策：仰收而暗揭，掠：左出而鋒輕，啄：倉皇而疾掩，磔：趯趞以開張。」
從八法略爲調整，則成爲後人常說的「點、橫、豎、鈎、挑、彎、撇、捺」八種楷書筆畫。後來人們調整排序，再把「彎」分爲左拐的「彎」與右拐的「曲」，添上罕見漢字才有的「圈」，則成爲現代筆畫。

## 各種筆畫
| 筆畫 | 筆畫 | 中文名稱   | 中文名稱     | 中文名稱   | 中文名稱   | 中文名稱         | 中文名稱           | 英文名稱 | 英文名稱 | 序號   | 字例        | 備註 |
| 明   | 楷   | 傳統名稱   | 香港名稱     | 臺灣名稱   | 大陸簡稱   | 大陸全稱         | 其他名稱           | Unicode  | 傳承名稱 | 國標   | 字例        | 備註 |
| ---- | ---- | ---------- | ------------ | ---------- | ---------- | ---------------- | ------------------ | -------- | -------- | ------ | ----------- | --- |
|      |      | 橫         | 橫           | 橫         | 横         | 横               | 勒                 | H        | H        | 1      | 三 言 隹 花 | 書法時或分長橫與短橫。                                                                                     |
|      |      | 斜橫       | ---          | ---        | (斜横)     | (斜横)           |                    | (H)      | SH       | (1)    | 七 弋 宅 戈 | 或併入橫。                                                                                                 |
|      |      | 挑         | 趯           | 挑         | 提         | 提               | 策                 | T        | U        | 1.1    | 刁 求 虫 鲤     | |
|      |      | 點挑       | ---          | ---        | (仰点)     | (仰点)           | 點趯、點提         | (T)      | DU       | (1.1)  |             | 或併入挑。                                                                                                 |
|      |      | 豎         | 直           | 豎         | 竖         | 竖               | 棟、弩             | S        | V        | 2      | 十 圭 川 仆   | 書法時或分垂露豎與懸針豎。                                                                                 |
|      |      | 斜豎       | ---          | ---        | (斜竖)     | (斜竖)           |                    | (S)      | SV       | (2)    | 五 貫       | 或併入豎。                                                                                                 |
|      |      | 右斜豎     | ---          | ---        | ---        | ---              |                    | (S)      | RSV      | (2)    | 𠙴 㐃       | 或併入豎、斜豎。                                                                                           |
|      |      | 撇         | 撇           | 撇         | 撇         | 撇               | 斜撇、掠           | P        | T        | 3      | 竹 大 乂 勺 | 書法時或分長撇與短撇。                                                                                     |
|      |      | 扁撇       | 平撇         | ---        | (平撇)     | (平撇)           | 啄                 | (P)      | FT       | (3)    | 千 乏 禾 斤 | 或併入撇。                                                                                                 |
|      |      | 直撇       | 直撇         | 豎撇       | 竖撇       | 竖撇             |                    | SP       | WT       | (3)    | 九 厄 月 几   | |
|      |      | 點         | (俯)點       | 點         | 点         | 点               | 頓點、側點、側     | D        | D        | 4      | 主 卜 夕 凡 | |
|      |      | 長點       | 右頓點       | 長頓點     | (长点)     | (长点)           |                    | (D)      | ED       | (4)    | 囪 囟 凶    | 或併入點。                                                                                                 |
|      |      | 左點       | 左頓點       | ---        | (左点)     | (左点)           | 左側點             | (D)      | LD       | (4)    | 心 忙 恭 烹 | 或併入點。                                                                                                 |
|      |      | 直點       | ---          | ---        | ---        | ---              | 豎點、頭點、頂點   | (D)      | WD       | (4)    |             | 或併入點。                                                                                                 |
|      |      | 捺         | (斜)捺       | 捺         | 捺         | 捺               | 磔                 | N        | P        | 4.1    | 人 木 尺 冬 | 書法時或分長捺與短捺。                                                                                     |
|      |      | 挑捺       | ---          | ---        | 提捺       | 提捺             | 飾筆捺             | TN       | UP       | 4.2    |             | 主要見於舊字形。                                                                                           |
|      |      | 橫捺       | ---          | ---        | ---        | ---              | 大捺、長捺、弯捺   | (TN)     | HP       | (4.2)  | 入 八 內    | 或併入捺、挑捺。大陸宋體作形。                                                                             |
|      |      | 扁捺       | 平捺         | ---        | (平捺)     | (平捺)           | 臥捺、底捺         | (N)      | FP       | (4.1)  | 走 足 廴    | 或併入捺。                                                                                                 |
|      |      | 挑扁捺     | 平捺         | ---        | ---        | ---              | 底捺、艇捺         | (TN)     | UFP      | (4.2)  |             | 或併入扁捺、捺。                                                                                           |
|      |      | 彎         | 向左方彎     | 彎         | (弯)       | (弯)             | 左彎               | (W)      | C        | ---    |             | 只限楷體。                                                                                                 |
|      |      | 曲         | 向右方彎     | ---        | ---        | ---              | 彎、右彎           | (X)      | A        | ---    |             | |
|      |      | 圈         | ---          | ---        | 圈         | 圈               | 圓                 | Q        | O        | ---    | 〇 㔔 㪳 㫈 | |
|      |      | 橫鈎       | 橫鈎         | 橫鈎       | 横钩       | 横钩             |                    | HG       | HJ       | 5.3    | 冧 欠 冝 蛋 | |
|      |      | 挑鈎       | ---          | ---        | ---        | ---              | 斜橫鈎             | (HG)     | UJ       | (5.3)  |             | 只限臺灣楷書，或併入橫鈎。                                                                                 |
|      |      | 橫撇       | 橫撇         | 橫撇       | 横撇       | 横折撇           |                    | HP       | HT       | 5.2    | 夕 水 登    | |
|      |      | 橫斜       | ---          | ---        | ---        | ---              | 橫斜豎             | (HP)     | HSV      | (5.1)  | 互          | 或併入橫撇、橫豎。                                                                                         |
|      |      | 橫豎       | 橫直         | 橫折       | 横折       | 横折竖           |                    | HZ       | HV       | 5.1    | 口 己 臼 典 | |
|      |      | 橫豎鈎     | 橫直鈎       | 橫折鈎     | 横折钩     | 横折竖钩         | 月鈎、司鈎         | HZG      | HVJ      | 5.15   | 而 永 印    | |
|      |      | 橫撇鈎     | 橫直鈎       | ---        | ---        | ---              | 勿鈎、幻鈎、橫斜鈎 | (HZG)    | HTJ      | (5.15) | 勺 方 力 母 | 或併入橫豎鈎、彎鈎。                                                                                       |
|      |      | 挑撇鈎     | ---          | ---        | ---        | ---              | 也鈎、斜橫豎鈎     | (HZG)    | UTJ      | (5.15) |             | 或併入橫豎鈎。                                                                                             |
|      |      | 橫豎橫     | 橫直橫       | 橫折橫     | 横折折     | 横折竖折横       | 凹折               | HZZ      | HVH      | 5.12   | 凹 兕 卍 雋   | |
|      |      | 橫豎挑     | ---          | ---        | 横折提     | 横折竖折提       | 言挑、橫豎趯       | HZT      | HVU      | 5.14   |             | |
|      |      | 橫曲       | ---          | ---        | 横折弯     | 横折竖弯横       | 朵彎、橫彎         | HZW      | HA       | 5.13   |             | |
|      |      | 橫曲鈎     | 橫彎鈎       | ---        | 横折弯钩   | 横折竖弯横钩     | 九鈎               | HZWG     | HAJ      | 5.22   | 九 凡 亢    | |
|      |      | 橫捺鈎     | 橫彎鈎       | 橫斜鈎     | 横斜钩     | 横折捺钩         | 風鈎               | HXG      | HPJ      | 5.16   | 風 迅 飛 凰 | 或併入橫曲鈎。                                                                                             |
|      |      | 橫撇曲鈎   | 橫彎鈎       | 橫曲鈎     | 横斜弯钩   | 横折竖弯横钩     | 乙鈎               | HXWG     | HTAJ     | (5.22) | 乙 氹 乞 乭 | |
|      |      | 橫撇彎     | ---          | ---        | ---        | ---              |                    | ---      | HTC      | ---    | 𭥟          | 多見於楷體辶部。或分作橫撇、彎兩筆。 楷體的橫撇彎，傳統明體裏變作橫豎， 國字標準宋體(台標)裏變成橫撇橫撇。 |
|      |      | 橫撇橫撇   | ---          | ---        | 横折折撇   | 横折竖折横折撇   | 建折               | HZZP     | HTHT     | 5.21   | 延 建       | 或分作橫撇、橫撇兩筆。                                                                                     |
|      |      | 橫撇彎鈎   | 橫撇彎鈎     | ---        | 横撇弯钩   | 横折撇折弯竖钩   | 耳鈎               | HPWG     | HTCJ     | 5.23   | 陳 陌 那 耶 | 或分作橫撇、彎鈎兩筆。                                                                                     |
|      |      | 橫豎橫豎   | 橫直橫直     | 橫折橫折   | 横折折折   | 横折竖折横折竖   | 凸折               | HZZZ     | HVHV     | 5.20   | 凸 𡸭 𠱂 𢫋 | |
|      |      | 橫撇橫撇鈎 | 橫撇彎鈎     | 橫撇橫折鈎 | 横折折折钩 | 横折竖折横折竖钩 | 乃鈎               | HZZZG    | HTHTJ    | 5.25   | 乃 孕 仍 盈 | 或分作橫撇、橫撇鈎兩筆。                                                                                   |
|      |      | 豎挑       | 直趯         | 豎挑       | 竖提       | 竖折提           | 豎趯               | ST       | VU       | 5.6    | 卬 氏 衣 比 | |
|      |      | 豎橫       | 直橫         | 豎折       | 竖折       | 竖折横           |                    | SZ       | VH       | 5.4    | 山 世 匡    | |
|      |      | 豎曲       | ---          | ---        | 竖弯       | 竖弯横           | 直彎               | SW       | VA       | 5.5    |             | 或併入豎橫。                                                                                               |
|      |      | 豎曲鈎     | 直彎鈎       | 豎曲鈎     | 竖弯钩     | 竖弯横钩         | 兒鈎               | SWG      | VAJ      | 5.19   | 孔 已 亂 也 | |
|      |      | 豎橫豎     | 直橫直       | 豎橫折     | 竖折折     | 竖折横折竖       | 鼎折               | SZZ      | VHV      | 5.17   | 鼎 卐       | |
|      |      | 豎橫撇     | ---          | ---        | 竖折撇     | 竖折横折撇       | 直橫撇             | SZP      | VHT      | 5.18   | 奊 捑 𠱐 𧦮 | 或併入豎橫豎。                                                                                             |
|      |      | 豎橫撇鈎   | 直橫直鈎     | 豎橫折钩   | 竖折折钩   | 竖折横折竖鈎     | 丐鈎               | SZWG     | VHTJ     | 5.24   | 弓 弟 丐 弱 | |
|      |      | 豎鈎       | 直鈎         | 豎鈎       | 竖钩       | 竖钩             |                    | SG       | VJ       | 2.1    | 小 水 到 寸 | |
|      |      | 豎彎       | ---          | ---        | 竖弯左     | 竖弯左           | 左豎彎             | SWZ      | VC       | ---    |             | 只限香港楷書。                                                                                             |
|      |      | 豎彎鈎     | ---          | ---        | ---        | ---              | 豎左彎鈎、左豎彎鈎 | ---      | VCJ      | ---    | 𨙨 𨛜 𨞠 𨞰 | |
|      |      | 撇挑       | 撇趯         | 撇挑       | 撇折       | 撇折横           |                    | PZ       | TU       | 5.7    | 去 公 玄 鄉 | 或併入撇橫。                                                                                               |
|      |      | 撇橫       | ---          | ---        | ---        | ---              |                    | (SZ)     | TH       | (5.4)  | 互 母 牙 车   | 或併入撇挑、豎橫。                                                                                         |
|      |      | 撇點       | 撇點         | 撇頓點     | 撇点       | 撇折点           |                    | PD       | TD       | 5.8    | 巡 巢 粼    | |
|      |      | 直撇點     | 撇點         | ---        | ---        | ---              | 女折               | (PD)     | WTD      | (5.8)  | 女 如 姦 㜢 | 或併入撇點。                                                                                               |
|      |      | 撇橫撇     | ---          | ---        | (竖折撇)   | (竖折横折撇)     | 折                 | (SZZ)    | THT      | (5.18) | 夨 𠨮 专 砖     | 或併入豎橫豎。                                                                                             |
|      |      | 撇橫撇鈎   | 直橫直鈎     | ---        | (竖折折鈎) | (竖折横折竖钩)   | 鈎                 | (SZWG)   | THTJ     | (5.24) | 巧 污 號    | 或併入豎橫撇鈎。                                                                                           |
|      |      | 撇鈎       | ---          | ---        | 撇钩       | 撇钩             | 左彎鈎             | PG       | TJ       | 5.9    | 乄          | |
|      |      | 彎鈎       | (向左方)彎鈎 | 彎鈎       | 弯钩       | 弯竖钩           |                    | WG       | CJ       | 5.10   | 狗 豸 豕 象 | |
|      |      | 扁捺鈎     | 向上方彎鈎   | 臥鈎       | 扁斜钩     | 卧钩             | 心鈎               | BXG      | FPJ      | ---    | 心 必 沁 厯 | 只限楷體。                                                                                                 |
|      |      | 捺鈎       | 向右方彎鈎   | 斜鈎       | 斜钩       | 捺钩             | 戈鈎、代鈎         | XG       | PJ       | 5.11   | 弋 戈 我    | |
|      |      | 撇橫撇曲鈎 | ---          | ---        | ---        | ---              |                    | ---      | THTAJ    | ---    | 𠃉 𦲳 𦴱    | |
|      |      | 撇圈點     | ---          | ---        | ---        | ---              |                    | ---      | TOD      | ---    | 𡧑 𡆢       | |

有些未完全楷書化的特殊漢字，含有非上表所述的罕見筆画，如：𠆭、𠇇、𠍋、𠪳、𡦹、𢀓、𦮙、𦹗、𬻷、𬼂、𭁇、𭅃、𭍻、𭑊、𭚥、𭤪、𭥟、𮓠、𮥹。
有些特殊漢字，含有反轉的，即左右鏡像的筆畫，如：。
還有些特殊漢字，整個字是其他漢字的180度倒轉，或者含有180度倒轉的部件。那些180度筆畫也沒有在上表列出，如：。

## 部份筆畫詳析

### 橫
橫是基本筆畫，書寫方向從左至右，明體作水平線，楷體多會極輕微地向上斜。
斜橫是變化形態筆畫，從左下至右上，但收筆處不呈尖細形，維持「橫」的收筆。挑也是左下至右上，但收筆處呈尖細形。

### 挑
挑也稱提，是基本筆畫，其定義爲由左下至右上的筆畫，收筆處多呈尖細形。書法近似斜橫，但須向上提起，並且須爲尖尾。如「扌」的第三笔。末筆爲「橫」的部件居左旁，多會避讓變作「挑」，如「坭」的「土旁」、「劃」的「畫旁」。然而作複合筆畫的一部份時，由於尾部會連接其他筆畫，因此只要方向是從左下至右上，其尾部是否尖細並不是重點。在「札字法」筆形歸類時，挑筆都會歸進橫屬。
此外，在「氵」和「冫」偏旁裏，末筆的挑常寫作點挑，先向下寫成水滴狀，之後才把筆尖向右上挑起。

### 豎
豎是基本筆畫，從上至下，明體作垂直線，楷體或會輕微向左或右傾斜。有短豎、長豎；長豎在書法裏又分「垂露豎」與「懸針豎」，前者收筆處呈圓潤形，後者收筆處呈尖細形。書法中竖笔向下贯穿，且不是最後一笔的，多用垂露竖，也可用竖钩，如「木」、「朱」、「束」、「来」等字；若是最後一笔，则可用悬针竖，如「千」、「中」、「聿」、「巾」等字。有些書法流派只用垂露竖，不用悬针竖。「垂露豎」可代替「懸針豎」，但「懸針豎」不可代替「垂露豎」。

### 撇
撇是基本筆畫，其定義爲由右上至左下拋出去的筆畫，收筆處多呈尖細形。然而作複合筆畫的一部份時，由於尾部會連接其他筆畫，因此只要方向是從右上至左下，其尾部是否尖細並不是重點。常常有直撇、扁撇等變化形態。

### 點
點是基本筆畫。最常見的點，也稱頓點，寫法是從左上至右下按壓，開筆處呈尖細形，收筆處呈圓潤形。對於其他筆畫，如無特別比較需要，一般不必強調其長短，但對於點，大家時常會強調它是不是長點。因爲在毛筆書法時，短的點可以只把筆鋒按壓，不用拖曳筆管，即可寫成；長的點卻必須拖曳筆管。
除此以外，還有其他方向的點，包括從右上至左下的左點，以及從上或左上至下的直點。直點出現在「宀」、「广」、「疒」、「六」、「高」等字的頂部。有些人會把直點當作短豎，其實，直點起筆部份的確有如「豎」般，但長度短小，起筆後不久即收筆，它的收筆與豎不相同。目前臺灣的國字標準字體、大陸的新字形都棄用直點，把過往作直點的字全都改成頓點，但在傳統書法、傳統明體造型上，以及在日、韓的漢字裏，仍保留大量直點。

### 捺
捺是基本筆畫，其定義爲由左上至右下壓下去的筆畫，收筆處多呈寬粗形。書法中形如蠶，頭鈍尾尖。然而作複合筆畫的一部份時，由於尾部會連接其他筆畫，因此只要方向是從左上至右下，其尾部是否寬粗並不是重點。某些舊字形彫刻工匠常作挑捺，首先向右上短短地挑起，然後再向右下捺下去，挑只屬裝飾，佔整筆很小比例，與區別捺部件無關，可以全用普通的捺取代。
另外，橫捺也是以捺爲主體的複合筆畫，先稍爲從左至右作橫筆的起筆，然後再向右下捺下去，用於「入」、「內」、「八」、「籴」等字。楷體橫向起筆部份未必明顯，短短的橫筆部份變得呈弧形；明體裏橫筆部份清晰，可是大陸標準的宋體字依楷體改形，橫捺造型亦變成般呈弧形。
楷書書法時，有些派別有「一字不二捺」的傳統，除了最主要的捺筆外，其餘的捺會改为長點，如「餐」的「又」部件、「遨」的「攵」部件，原來的捺筆都會寫成長點。但也有些派別不拘泥於此。
現今臺灣的國字標準字體，甚至規定在並非有兩捺的一般情況下，普通的捺筆也要改成點。例如「央」、「英」、「映」、「美」、「矣」、「吳」、「奧」、「杏」、「李」、「査」、「香」等字的主要捺筆，傳統書法和明體造型通常都保持作捺筆，僅有些書家在結字時偶爾變作點，以求靈活變化。但臺灣的國字標準字體卻規定這些字都必須作點，不可以寫成捺筆。有傳承字形硏訂者稱是：「應伸展者不伸展，令字形儼如肌肉萎縮。」
現在的「札字法」筆形歸類中，捺歸進點屬。原因一是最常見的點之方向是從左上到右下，與捺一樣，運筆方法也是以按壓爲主。原因二是捺在楷書書法裏也可能像上方所述般變成長點。

### 彎、曲
彎是基本筆畫，可是在絕大多數情況下，都不會獨立出現，只會作爲複合筆畫的一部份。過去，只要弧形的筆畫，都可以稱爲彎。今天，則把順時針方向拐的弧形筆畫稱爲彎，逆時針方向拐的弧形筆畫稱爲曲。
手寫的「⻎」部是少數可以讓彎獨立出現的漢字部件，但要書寫者分四筆來寫，而且不把這彎寫成橫撇，才會出現獨立的彎筆。多數情況下，書寫者會以三筆來寫這部件，第二筆作橫撇彎或橫撇橫撇，那麼彎就無法獨立出現。
彎和曲都經常出現在複合筆畫裏。然而，由於撇和捺也常常有輕微弧度，若出現在複合筆畫裏，有些人會混淆兩者。一般來說，彎和曲的弧度都是明顯的，拐彎後的方向比原方向差了近90度或以上。而撇和捺則以斜爲主，弧度是輕微的。由於彎或曲的拐彎幅度大，在計算一筆複合筆畫有多少折時，彎或曲會算作一折。但撇和捺那輕微的弧度並不會算進去。
現在的「札字法」筆形歸類中，彎、曲都歸進折屬（亦稱彎屬）。

### 鈎
鈎是在折後短小的、呈尖細形收筆的筆畫。它只可以在複合筆畫裏出現，不能獨立出現。含有鈎的筆畫都必定是複合筆畫。
鈎的方向有多種，但基本上，方向都會是前方那基本筆畫的急速轉向，與前方那基本筆畫形成銳角。

### 折
折是指把基本筆畫組合成複合筆畫時，形成了「角」的筆畫組合處。理論上，鈎的前方也有折，但那折通常都已包含在鈎的定義內，因此大家都把後方接鈎的折省略不提。撇除鈎，常見的折多會折向下或折向右。
Unicode的定義裏，聲稱折爲90度角。這並不符合事實。例如橫撇橫撇的三個折都是約45度；橫捺鈎的第一折顯然比90度大，第二折（鈎前那一折）則小於90度。
複合筆畫的命名有四種方法。
有人認為這種名稱可能造成連筆和分筆的混淆，例如 “口”的第二筆和“十”的兩筆都稱爲“橫豎”，因為在口述一個字的筆順時，沒有標點符號的輔助，混淆的可能性會更大。但事實上不同筆畫之間，在文字記述應使用標點，如「口」的第二筆是「橫豎」，「十」的兩筆是「橫、豎」，口述時也相同地會略有停頓，甚至會用「一橫、一豎」或「一橫豎」來強調筆畫之間的畫分，避免混淆。
現在的「札字法」筆形歸類中，複合筆畫皆歸進折屬（亦稱彎屬）。

## 英文命名

### Unicode名稱
在Unicode（統一碼）裏，漢字筆畫以一些歸類的代表字母來命名。代表字母取自官話拼音的首字母。包括：
| 字母     | B    | D    | G   | H    | N  | P   | Q    | S   | T  | W   | X   | Z                      |
| -------- | ---- | ---- | --- | ---- | -- | --- | ---- | --- | -- | --- | --- | ---------------------- |
| 筆畫方向 |      |      |     |      |    |     |      |     |    |     |     | 90° turn right or down |
| 中文     | 扁   | 點   | 鈎  | 橫   | 捺 | 撇  | 圈   | 豎  | 提 | 彎  | 斜  | 折                     |
| 官話拼音 | Biǎn | Diǎn | Gōu | Héng | Nà | Piě | Quān | Shù | Tí | Wān | Xié | Zhé                    |

筆畫的具體命名，已列於上方「漢字筆畫名稱表」的「英文名稱」欄中。帶括號者，表示Unicode認爲該筆畫可以合併，未獨立列出該筆畫，因此註上合併筆畫的名稱。
又如「HZZZG」即「横折折折钩」，但第一和第二個折的角度都遠遠少於90度。「HZZP」即「横折折撇」、「PZ」即「撇折」等筆畫的「折」也一樣，不符合折曲大約90度的規定。又如「HZZP」即「横折折撇」的前半部分，與「HPWG」即「横撇弯钩」的前半部分，其實是一樣的，卻分別用了「HZ（横折）」和「HP（横撇）」兩種不同的命名。

### 傳承名稱
在傳承字形標準化文件中，漢字筆畫也是以一些歸類的代表字母來命名。爲便於國際化，以及方便非官話人士，字母取自英文意譯的首字母。而且爲免混淆，這些代表字母分作兩類。
第一類是代表基本筆畫（Basic stroke）的字母：
| 字母     | H          | V        | T     | P     | D   | U                 | C               | A                   | J      | O    |
| -------- | ---------- | -------- | ----- | ----- | --- | ----------------- | --------------- | ------------------- | ------ | ---- |
| 筆畫形狀 |            |          |       |       |     |                   |                 |                     |        |      |
| 中文     | 橫         | 豎       | 撇    | 捺    | 點  | 挑                | 彎              | 曲                  | 鈎     | 圈   |
| 英文     | Horizontal | Vertical | Throw | Press | Dot | Upward horizontal | Clockwise curve | Anticlockwise curve | J-hook | Oval |

第二類是代表變化形態（Deformed）的字母：
| 字母     | F    | W      | S       | L    | R     | E        | N        | I        | M        | Z   |
| -------- | ---- | ------ | ------- | ---- | ----- | -------- | -------- | -------- | -------- | --- |
| 變化形態 |      |        |         |      |       |          |          |          |          |     |
| 中文     | 扁   | 直     | 斜      | 左   | 右    | 長       | 短       | 倒       | 反       | 折  |
| 英文     | Flat | Wilted | Slanted | Left | Right | Extended | Narrowed | Inverted | Mirrored | Zag |

基本筆畫組成複合筆畫（Compound stroke）時，組合的地方通常都會有折。因此在複合筆畫的名稱裏，即使把「折（Z）」省略掉，都不會構成誤會。爲免名稱冗長，傳承筆畫名稱一般都會省略「折（Z）」。
筆畫的具體命名，已列於上方「漢字筆畫名稱表」的「英文名稱」欄中。

## 電腦應用
Unicode的「中日韓筆畫（CJK Strokes）」區（U+31C0–U+31EF）收納了38種筆畫：
| 中日韩笔画 Unicode 联盟官方码表 （页面存档备份，存于） (PDF) |    |    |    |    |    |    |    |    |    |    |    |    |    |    |    |    |
|                                                              | 0  | 1  | 2  | 3  | 4  | 5  | 6  | 7  | 8  | 9  | A  | B  | C  | D  | E  | F  |
| U+31Cx                                                       | ㇀ | ㇁ | ㇂ | ㇃ | ㇄ | ㇅ | ㇆ | ㇇ | ㇈ | ㇉ | ㇊ | ㇋ | ㇌ | ㇍ | ㇎ | ㇏ |
| U+31Dx                                                       | ㇐ | ㇑ | ㇒ | ㇓ | ㇔ | ㇕ | ㇖ | ㇗ | ㇘ | ㇙ | ㇚ | ㇛ | ㇜ | ㇝ | ㇞ | ㇟ |
| U+31Ex                                                       | ㇠ | ㇡ | ㇢ | ㇣ | ㇤  | ㇥  |    |    |    |    |    |    |    |    |    |    |

- 斜橫被視為可與橫合併。
- 斜豎、右斜豎被視為可與豎合併。
- 左點、直點被視為可與點合併。
- 橫捺、挑扁捺被視為可與挑捺合併。
- 扁捺被視為可與捺合併。
- 橫斜被視為可與橫撇合併。
- 挑鈎被視為可與橫鈎合併。
- 橫撇鈎、挑撇鈎被視為可與橫豎鈎合併。
- 撇橫撇被視為可與豎橫撇合併。
- 撇橫被視為可與豎橫合併。
- 撇橫彎鈎被視為可與豎橫彎鈎合併。
- 直撇點被視為可與撇點合併……等等。

然而，在部份標準裏，這些筆畫是不可以合併的。例如明體的「辶」部，若把其挑扁捺更換作捺，字形不但變得詭異，甚至可能被視為錯字。这些合并的笔画可能只是在某些字、某些情況裏與別的筆畫相通，並不一定在任何情況下，都能用別的筆畫取代。
另外有少數在香港增補字符集中的筆畫或單筆畫漢字，在舊版中放在私人造字區裏，在新版時改爲對應到「中日韓統一漢字」的「擴展B（Ext-B）」區。GBK也将橫曲鈎定义在私用区，后续在GB 18030-2005内改为U+2E84；GB 18030-2000则在私用区U+E818放置橫撇鉤，但因为GB 18030-2005收录了扩展B区的汉字却没有修改对应导致GB 18030-2005内存在两个橫撇鉤（U+200CC和U+E818）。連同部份單筆畫漢字，可數出「⺄〇一丨丿丶乀乁乙乚乛亅𠃉𠃊𠃋𠃌𠃍𠃎𠃑𠄌𠄎𡿨」這些字元，詳述如下：
| 編碼  | 筆畫 | HKSCS舊編碼 | 備註 |
| ----- | ---- | ----------- | --- |
| 2E84  | ⺄   |             | GBK私用区定义为U+E819，形同「㇤」(31E4)。与「㇈」(31C8)不同。                                                                      |
| 3007  | 〇   |             | 形同「㇣」(31E3)。 |
| 4E00  | 一   |             | 形同「㇐」(31D0)。 |
| 4E28  | 丨   |             | 形同「㇑」(31D1)。 |
| 4E3F  | 丿   |             | 形近「㇓」(31D3)，但也有字型製成形近「㇒」(31D2)。                                                                                |
| 4E36  | 丶   |             | 形同「㇔」(31D4)。 |
| 4E40  | 乀   |             | 形近「㇝」(31DD)，但也有字型製成形近「㇏」(31CF)。                                                                                |
| 4E41  | 乁   |             | 形近「㇝」(31DD)。 |
| 4E59  | 乙   |             | 形同「㇠」(31E0)。 |
| 4E5A  | 乚   |             | 形同「㇟」(31DF)。 |
| 4E5B  | 乛   |             | 形同「㇖」(31D6)。 |
| 4E85  | 亅   |             | 形同「㇚」(31DA)。 |
| 200C9 | 𠃉   |             | |
| 200CA | 𠃊   | F311        | 形同「㇗」(31D7)。 |
| 200CB | 𠃋   | F30E        | 撇挑，非撇橫。與「㇜」(31DC)不同形。                                                                                              |
| 200CC | 𠃌   |             | GB 18030-2000在私用区定义为U+E818；GB 18030-2005同时收录二字。形近「㇆」(31C6)。不少字型把U+200CC製成橫撇鉤，把U+31C6製成橫豎鉤。 |
| 200CD | 𠃍   | F30B        | 形同「㇕」(31D5)。 |
| 200CE | 𠃎   |             | 形近「㇘」(31D8)。 |
| 200D1 | 𠃑   | F30A        | 形同「㇞」(31DE)。 |
| 2010C | 𠄌   | F308        | 豎挑，非豎橫。形同「㇙」(31D9)，但與「㇗」(31D7)不同。                                                                            |
| 2010E | 𠄎   | F316        | 形同「㇡」(31E1)。 |
| 21FE8 | 𡿨   | F30F        | 形同「㇛」(31DB)。 |

## 各範圍中筆畫數最多的漢字
- 大五碼範圍裏：龘（48畫）
- 康熙字典所收錄的字之中：（52畫）。
- 中國境內日常生活可見的漢字：陝西麵食「𰻞𰻞麵」的「𰻞」字（寫法眾多，一般在56至68畫間。於Unicode 13.0版收進中日韓統一表意文字擴展區G內的寫法爲58畫）。
- Unicode 12.0版所收錄的字之中：[11]、[12]（兩字都是64畫）。
- Unicode 13.0版所收錄的字之中：日本漢字（；Taito（英语：Taito (kanji)）），由3個「龍」字和3個「雲」個組合而成（84畫）。[13]

### 引用
1. 1 2  李家樹、吳長和：《漢字的演變和發展趨向》，香港：香港大學出版社, 2005年12月1日。頁137。
2. 1 2 3 4 5 6 7 8 9 10 11 12 13 14 15 16 17  I.字坊編輯部.  (PDF). 傳承字形標準化文件 1.27. 一點字坊. 2022年9月17日  [2024年4月6日]. （原始内容存档 (PDF)于2024年7月12日） （中文（繁體））.
3. ↑  中華民國敎育部：常用國字標準字體筆順學習網 （页面存档备份，存于）
4. 1 2 3  李郁周：《書寫與書法論集》，臺北，蕙風堂，1996年。
5. ↑  顧大我：〈漢字字形標準化之我見〉，《華文世界》36期，1985.04[民74.04]，頁33-36。
6. ↑   (PDF), 表意文字小組: 頁3, 2006年4月3日  [2017年9月10日], （原始内容 (PDF)存档于2019年6月14日）
7. 1 2  . www.unicode.org.   [2024-09-15]. （原始内容存档于2024-09-24）.
8. ↑  中华人民共和国教育部，国家语言文字工作委员会.  (PDF). 2002: 7  [2024-03-14]. （原始内容存档 (PDF)于2020-10-29）.
9. ↑  I.字坊編輯部.  (PDF). 傳承字形標準化文件 1.36. 一點字坊. 2022年9月17日  [2024-03-14]. （原始内容存档 (PDF)于2024-03-14） （中文（繁體））.
10. ↑  . 中文編碼網頁.   [2021-12-03]. （原始内容存档于2022-05-26）.
11. ↑  見於《字彙補》、《漢語大字典》
12. ↑  見於《中文大辭典》、《大漢和辭典》
13. ↑  這個字收錄於日本的TRON計劃 （页面存档备份，存于）內。在编码上曾提交到当时的扩展C区，编号为JMK66147，后因扩展C区的时间原因被安排到了扩展D区，之后因找不到合适证据被撤销（見IRGN 1250 -- Japan: Request for Removal of Characters from CJK D work. 2006.11.17 （页面存档备份，存于））。最終於Unicode 13.0版收進中日韓統一表意文字擴展區G內。

### 來源
- Unicode：CJK Strokes, Range: 31C0–31EF （页面存档备份，存于）
- The Unicode® Standard Core Specification：Appendix F - Documentation of CJK Strokes （页面存档备份，存于）
- IRG Rapporteur：Proposal to add twenty strokes to Unicode （页面存档备份，存于）（此計劃書在2007年7月30日的Unicode Pipeline （页面存档备份，存于） Stage 6上獲通過。）
- 傳承字形標準化文件：傳承字形筆畫表 （页面存档备份，存于）
- 香港課程發展議會編訂、香港敎育署建議學校採用：小學課程綱要——中國語文科小一至小六課程綱要 （页面存档备份，存于）
- 中華民國敎育部：國字筆畫併類表 （页面存档备份，存于）
- 中华人民共和国教育部 教育部关于印发《中小学书法教育指导纲要》的通知 附录1 汉字笔画名称（页面存档备份，存于）
- 中华人民共和国教育部 国家语言文字工作委员会：信息处理用GB 13000.1字符集汉字部件规范 （页面存档备份，存于）
- 中华人民共和国教育部 国家语言文字工作委员会：GB13000.1字符集汉字折笔规范 （页面存档备份，存于）
- Tom Bishop、Richard Cook：Character Description Language (CDL): The Set of Basic CJK Unified Stroke Types （页面存档备份，存于）
- Yannis Haralambous：Seeking Meaning in a Space Made out of Strokes, Radicals, Characters and Compounds （页面存档备份，存于）
- 小学第三学年华文课程说明：汉字笔画名称表